# 安特·帕維奇
安特·帕維奇（Ante Pavić，1989年3月7日—）出生於奧古林，是一位克羅埃西亞男子職業網球運動員，他於2008年成為職業球手。他在職業生涯最高的ATP單打世界排名是第132名（2014年10月13日），最高ATP雙打世界排名則為第124名（2019年3月18日）。

## 外部連結
- 安特·帕維奇（英文/西班牙文）的官方資料
- 安特·帕維奇的國際網球總會 職業／青少年 官方資料（英文）
- 安特·帕維奇的官方資料（英文）